# Batalla de la espesura
La llamada batalla de la espesura (en inglés: Battle of the Wilderness) fue uno de los enfrentamientos bélicos de la Guerra de Secesión, ocurrido del 5 al 6 de mayo de 1864. Fue una de las muchas batallas entre el Ejército del Potomac de la Unión y el Ejército del Norte de Virginia y fue parte de la campaña de Overland del General Ulysses S. Grant.

## Antecedentes
Cuando Ulysses S. Grant se convirtió en Comandante en Jefe de las tropas de la Unión, él planificó esta campaña militar de la Unión para derrotar a Robert E. Lee y tomar la ciudad de Richmond (Virginia) en 1864. Para ello avanzó con una hueste de 115.000 soldados y cruzó el río Rapidan el 4 de mayo con la esperanza de pasar en una zona llena de matorrales que se conocía como the Wilderness, ubicada en el condado de Spotsylvania, de camino a Richmond sin que Lee pudiese hacer algo al respecto. Sin embargo no fue así. Fueron interceptados por un ejército de 62.000 confederados al mando de Lee al día siguiente, antes de lo previsto.

## La batalla
El General Lee, a conciencia, decidió luchar en el lugar, porque sabía que los matorrales le protegerían del ejército superior del General Grant y que además le protegerían de que Grant pudiese usar su artillería de forma efectiva en un lugar tan poco visible.
La batalla comenzó en serio en la mañana del 5 de mayo, cuando los cuerpos confederados liderados por Richard Ewell chocaron con el quinto cuerpo de la Unión cerca del camino de Orange Turnpike. Al principio la Unión lanzó como respuesta a todo el ejército contra los confederados y pudo así avanzar en la zona, pero luego fue obligada a abandonar sus logros ante la llegada y el contraataque de refuerzos capitaneados por James Longstreet al día siguiente en el flanco del sur de la batalla. 
Sin embargo, Longstreet fue herido más tarde en ese día por sus propios hombres a causa de la falta de visibilidad en el lugar, lo que paró el exitoso contraataque confederado. Aun así, la parte norte de la línea norteña de la Unión fue luego atacado exitosamente por órdenes de Lee por la tarde, cuando se descubrió que no estaba debidamente guardada, lo que puso el flanco del norte al borde del colapso. Solo la llegada de la noche y de refuerzos evitaron el desastre, terminando así la batalla.
Al final, después de dos días de lucha intensa e indecisa, las víctimas de la Unión llegaron a ser más numerosas que las de la Confederación debido al mejor conocimiento del lugar por parte de la Confederación, que, sin embargo, tampoco podían convertirlo en ventaja debido a la superioridad numérica del Ejército de la Unión y la mala visibilidad del lugar. Como la quema de la maleza a causa de los enfrentamientos remataba a muchos heridos, Grant, siendo además consciente de que las líneas de combate se habían estabilizado irremediablemente allí en el transcurso de esos combates, optó por acabar con las hostilidades retirando a sus hombres del lugar.

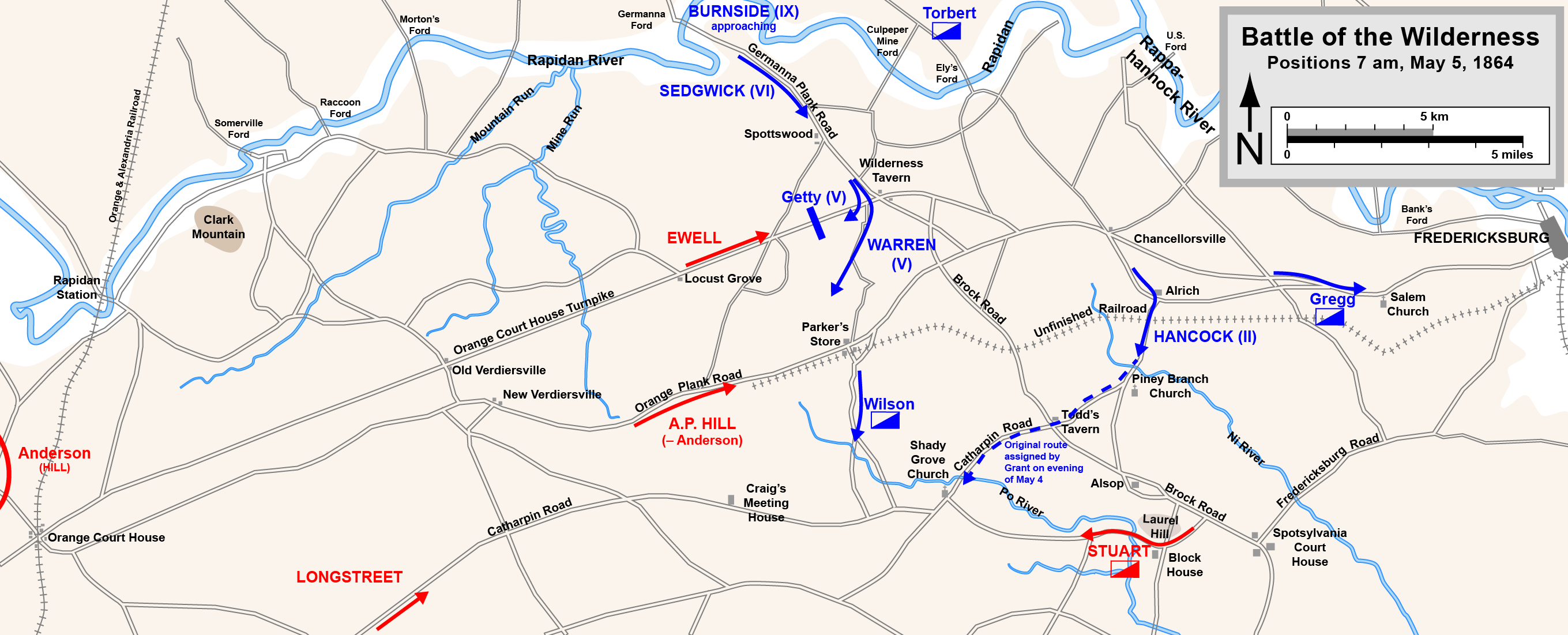
Preludio a la batalla (5 de mayo de 1864; 7 en punto)      Confederación     Unión
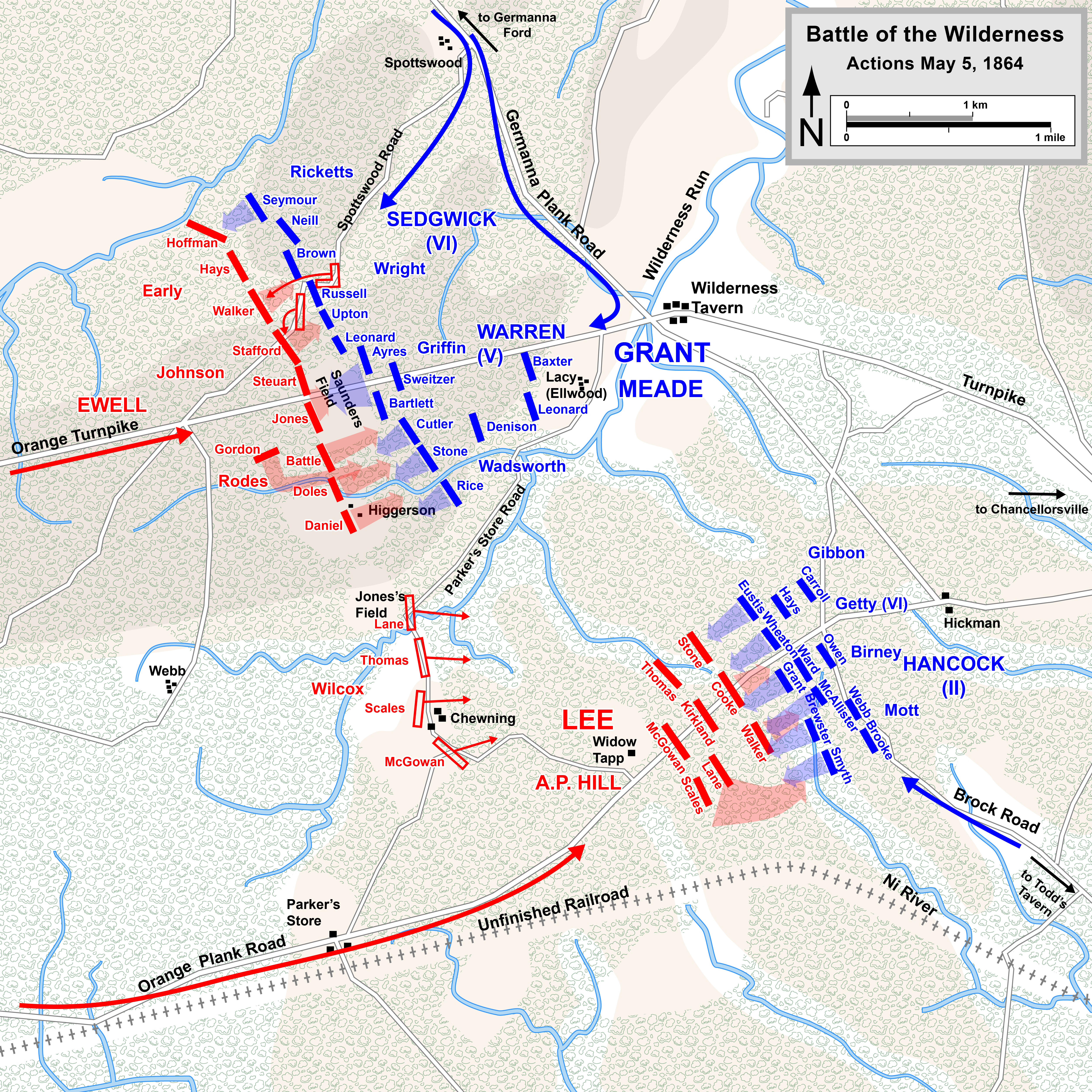
Primer día (5 de mayo de 1864)      Confederación     Unión
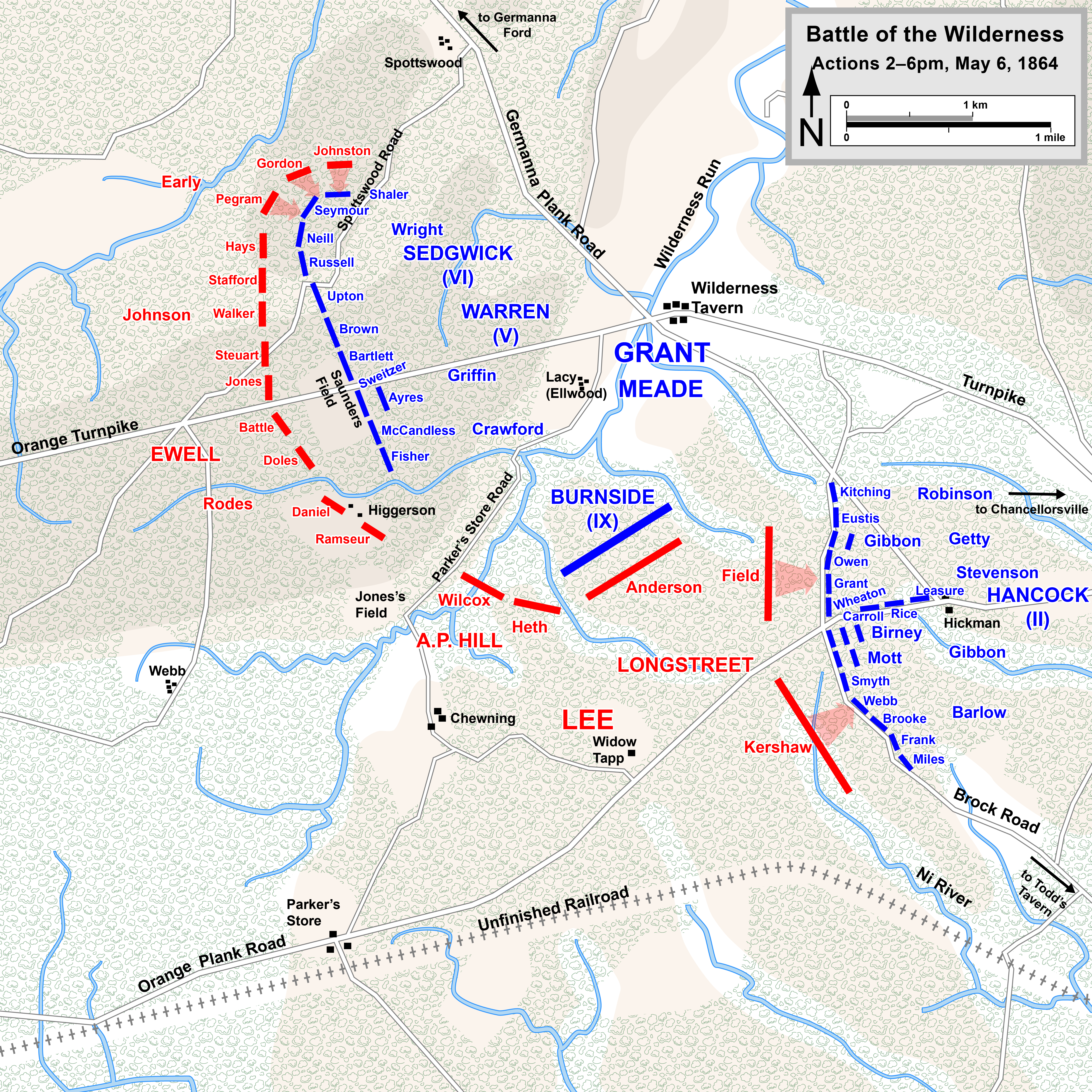
Último día (6 de mayo de 1864)      Confederación     Unión

## Consecuencias
Luego de la batalla, Grant no se retiró hacia el norte como otros generales de la Unión hicieron antes que él. En vez de ello, trasladó a su ejército hacia el sudeste con la intención de ponerse entre Lee y Richmond. La decisión de Grant levantó la moral de las tropas unionistas, que estaba dañada por las repetidas retiradas anteriores. Sin embargo, Lee se dio cuenta a tiempo de sus intenciones y reaccionó correspondientemente para evitarlo. Así acabaron llevando la batalla hacia la comunidad de Spotsylvania Courthouse, donde ambos ejércitos se enfrentaron otra vez al día siguiente.